# Resultados do Carnaval de São Paulo em 1984
Esta página contém os resultados do Carnaval de São Paulo em 1984.

## Escolas de Samba

### Grupo 1
Os desfiles do Grupo 1 ocorreram no dia 04 de março de 1984.
Classificação
| Legenda: Campeã Rebaixada |

| Col. | Escola                              | Enredo                                         | Pontos |
| ---- | ----------------------------------- | ---------------------------------------------- | ------ |
| 1    | Rosas de Ouro                       | A Velha Academia Berço de Heróis               | 198,00 |
| 2    | Camisa Verde e Branco               | Os Três Encantos do Rei                        | 197,00 |
| 3    | Nenê de Vila Matilde                | Sagração dos Deuses                            | 192,00 |
| 4    | Vai-Vai                             | Ao Sol da Onça Caetana Miragens do Sertão      | 192,00 |
| 5    | Mocidade Alegre                     | Império das Artes - Missão Artística Francesa  | 181,00 |
| 6    | Barroca Zona Sul                    | O Novo Paraíso                                 | 177,00 |
| 7    | Unidos do Peruche                   | No Reino da Carochinha                         | 166,00 |
| 8    | União Independente da Vila Prudente | Elis Regina - o Som da Festa Eterna Desta Musa | 166,00 |
| 9    | Flor da Vila Dalila                 | Brasil, Maravilhosa Mistura de Raças           | 164,00 |
| 10   | Águia de Ouro                       | Mil vidas, "o Teatro Através dos Tempos"       | 162,00 |

### Grupo 2
Os desfiles do Grupo 2 ocorreram no dia 05 de março de 1984.
Classificação
| Legenda: Promovida Rebaixada |

| Col. | Escola                     | Enredo                                     | Pontos |
| ---- | -------------------------- | ------------------------------------------ | ------ |
| 1    | Imperador do Ipiranga      | Sapucaia Roca - Cidade Encantada           | 287,00 |
| 2    | Renascença da Lapa         | Um Canto em Yorubá                         | 285,00 |
| 3    | Colorado do Brás           | Revolta da Chibata                         | 280,00 |
| 4    | Acadêmicos do Tucuruvi     | Maurício de Nassau em terras de Santa Cruz | 279,00 |
| 5    | Pérola Negra               | 10 Anos de Samba                           | 278,00 |
| 6    | Primeira da Aclimação      | Mestre Portinari                           | 266,00 |
| 7    | Primeira do Itaim Paulista | Maracatucá - Coroação de um Rei Negro      | 252,00 |
| 8    | Império do Cambuci         | Do Outro Lado do Espelho                   | 249,00 |
| 9    | Prova de Fogo              | O Sonho do Povo, A Magia do Carnaval       | 243,00 |
| 10   | Primeira de Vila Carolina  | O Casamento Imperial                       | 237,00 |

### Grupo 3
Os desfiles do Grupo 3 ocorreram no dia 03 de março de 1984.
Classificação
| Legenda: Promovida Rebaixada |

| Col. | Escola                     | Enredo                                           | Pontos |
| ---- | -------------------------- | ------------------------------------------------ | ------ |
| 1    | Passo de Ouro              | Os Quatro Elementos da Natureza                  | 183,00 |
| 2    | Unidos de Vila Maria       | Carnaval, Festa do Povo                          | 176,00 |
| 3    | Imperiais do Real Parque   | Ginga Brasil, Danças, Ritmos, Costumes e Crenças | 175,00 |
| 4    | Tom Maior                  | A Festa do Tropeiro em Sorocaba                  | 166,00 |
| 5    | Filhotes da X-9            | No Reino da Alegria                              | 162,00 |
| 6    | Estrela de Prata           | Antes Que Tudo Se Acabe                          | 152,00 |
| 7    | Império Lapeano            | Caiu na Renda é Folião                           | 150,00 |
| 8    | Acadêmicos do Ipiranga     | A Dança da Natureza                              | 135,00 |
| 9    | Paulistano da Glória       | São Paulo, A Esquina do Mundo                    | 133,00 |
| 10   | Cachoeira Império do Samba | Um Pedaço da África                              | 100,00 |

### Grupo 4
Os desfiles do Grupo 4 ocorreram no dia 03 de março de 1984.
Classificação
| Legenda: Promovida Rebaixada |

| Col. | Escola                      | Enredo                             | Pontos |
| ---- | --------------------------- | ---------------------------------- | ------ |
| 1    | Leandro de Itaquera         | A Grande Ilusão do Carnaval        | 182,00 |
| 2    | Levanta Poeira              | Eu Quero é Mais                    | 163,00 |
| 3    | Imperatriz da Paulicéia     | Eu Cheguei e Tô Aí                 | 154,00 |
| 4    | Morro da Casa Verde         | Escola de Samba: Raça e Coração    | 140,00 |
| 5    | Imperial                    | Deus Criador                       | 138,00 |
| 6    | Fio de Ouro                 | Ao Inesquecível "Black-Out"        | 127,00 |
| 7    | Corujas de Vila Esperança   | Paisagem Brasileira                | 126,00 |
| 8    | Ermelinense                 | Ermelinense no Reino da Imaginação | 124,00 |
| 9    | Unidos de São Lucas         | O Que é Que a Bahia Tem            | 124,00 |
| 10   | Falcão do Morro Itaquerense | Carnaval, Alegria do Povo          | 113,00 |

### Grupo de seleção
Classificação
| Legenda: Promovida Desclassificada |

| Col. | Escola                              | Enredo                                                      | Pontos |
| ---- | ----------------------------------- | ----------------------------------------------------------- | ------ |
| 1    | Alegria Alegria                     |                                                             | 93     |
| 2    | Unidos de São Miguel                | Sonho de Liberdade                                          | 91     |
| 3    | Raízes de Vila Piauí                | Dorival Caymmi Canta: Alegrias, Lamentos e a Magia da Bahia | 84     |
| 4    | Mocidade Independente Sílvio Romero | A Mulher é um Show                                          | 73     |
| 5    | União Independente José Bonifácio   | Hoje Ainda Sou Criança                                      | 73     |
| 6    | Zambi do Parque Novo Mundo          | A Maravilha Livre (Ideais de Zâmbi)                         | 67     |
| 7    | Os Bambas                           | A Lenda Encantada do Baixo São Francisco                    | 66     |
| 8    | Folha Azul dos Marujos              | A Odisséia de Palheta                                       | 65     |
| 9    | Príncipe Negro de Cidade Tiradentes | O Esplendor de Ouro Preto                                   | 62     |
| 10   | Flor da Zona Sul                    | O Circo                                                     | 62     |
| 11   | Lavapés                             | São Paulo Se Diverte                                        | 60     |
| 12   | Dragões da Vila Alpina              | Alegria, Alegria                                            | 60     |
| 13   | Flor da Penha                       | Sou Cenário do Teu Sonho                                    | 60     |
| 14   | Flor de Maio                        |                                                             | 52     |
| 15   | Independentes do Jardim Miriam      | Cultura Universal                                           | 52     |
| 16   | Primeira lá de Casa                 | O Domingo no Parque                                         | 52     |
| 17   | Mocidade Independente da Zona Norte | A Alegria de Drumond                                        | 48     |
| 18   | Meninos lá de Casa                  | Em Busca do Ouro                                            | 46     |
| —    | Unidos do Jaguaré                   |                                                             |        |
| —    | Palmares                            |                                                             |        |
| —    | Diamante Negro                      |                                                             |        |
| —    | Unidos do Bom Retiro                |                                                             |        |
| —    | Diplomatas de São Miguel            | Sonho de Liberdade, Carnaval na Senzala                     |        |
| —    | Paraíso do Samba                    |                                                             |        |